# Groeten uit Grollo
Groeten uit Grollo is het tweede studioalbum van de Nederlandse bluesband Cuby + Blizzards. Duitsland kent het album onder de titel Soul.

## Introductie
Dit album is opgenomen in 1967 en bevat zowel zelf geschreven nummers als covers van Amerikaanse bluesartiesten. De zanger Harry Muskee woonde in een boerderijtje in het Drentse dorpje Grolloo, waar de bandleden regelmatig verbleven. Dat was de aanleiding voor de titel van dit album. 
De bluesmuziek is van oorsprong afkomstig uit het zuiden van de Verenigde Staten en werd bekend door zwarte artiesten zoals John Lee Hooker, Muddy Waters en Howlin' Wolf. In het midden van de jaren zestig begonnen jonge blanke muzikanten zoals John Mayall, The Rolling Stones en Eric Clapton deze muziek ook te spelen. 
Cuby + Blizzards (ook wel Cuby and the Blizzards) was een van de eerste en belangrijkste bluesbands in Nederland. Ze traden ook regelmatig op in andere Europese landen en hadden veel contacten met buitenlandse bluesartiesten zoals John Mayall, Alexis Korner en Van Morrison. In het zelfde jaar waarin het album Groeten uit Grollo verscheen (1967) hebben Cuby + Blizzards ook een album opgenomen met de Amerikaanse pianist, zanger en liedschrijver Eddie Boyd, Praise the blues. 
Op Groeten uit Grollo speelt voor het eerst ook de pianist Herman Brood, die later landelijke bekendheid zou krijgen. Het album liet lange soli horen van zowel Gelling als Brood. Groeten uit Grollo is geproduceerd door Tony Vos voor Phonogram. De geluidstechnicus was Jan Audier. Op de hoes, die ontworpen is door Olof en Inge Merkelbach, staan de bandleden in flower-powerkleding (karakteristiek voor the sixties) op de hei bij een schaapshut. De binnenhoes ziet er uit als de achterkant van een ansichtkaart waarin kunstenaar-auteur Willem de Ridder uitgebreid de groeten stuurt vanuit Grollo. 
Op 7 augustus 2020 verscheen er een 180-gramspersing van dit album bij Music On Vinyl.

## Muzikanten
- Harry Muskee – zang, mondharmonica
- Eelco Gelling – akoestische en elektrische gitaar
- Herman Brood – piano
- Willy Middel – basgitaar
- Hans Waterman – drums

## Muziek
Op Groeten uit Grollo speelt voor het eerst ook de pianist Herman Brood, die later landelijke bekendheid zou krijgen. Het album laat onder meer solo's horen van Gelling en Brood.
Van de acht nummers op dit album zijn er vier door de band zelf geschreven en vier door internationaal bekende bluesartiesten zoals John Lee Hooker en Eddie Boyd. De begintrack van dit album Another day another road, heeft in 1967 een twintigste plek behaald in de Nederlandse top 40. Dat nummer is geschreven door Harry Muskee en Herman Brood en gaat over het voortdurend onderweg zijn naar optredens. Het bekendste nummer van dit album is Somebody will know someday, waarin Harry Muskee op een rauwe, emotionele manier zingt over een verloren liefde. 
| Nr. | Titel                                                          | Duur |
| --- | -------------------------------------------------------------- | ---- |
| 1.  | Another day another road (Harry "Cuby" Muskee/Herman Brood)    | 1:49 |
| 2.  | The big bell (Eddie Boyd)                                      | 3:49 |
| 3.  | Somebody will know someday (Harry "Cuby" Muskee/Eelco Gelling) | 6:54 |
| 4.  | So many roads (Harry "Cuby" Muskee)                            | 3:41 |

| Nr. | Titel                                                     | Duur |
| --- | --------------------------------------------------------- | ---- |
| 1.  | King of the world (John Lee Hooker)                       | 4:48 |
| 2.  | Baby please don't go (back to New Orleans) (Joe Williams) | 1:37 |
| 3.  | No shoes (John Lee Hooker)                                | 4:33 |
| 4.  | An other land (Harry "Cuby" Muskee/Eelco Gelling)         | 4:36 |

## Ontvangst
Het album werd destijds goed door de pers ontvangen. Diverse kranten recenseerden het album als goed. Achteraf constateerde OOR's Pop-encyclopedie (versies 1977 en 1979) dat dit het beste album was uit de begintijd van Cuby + Blizzards. Het album stond bij een heruitgave in 2011 vijftien weken in de Album Top 100 met een hoogste plaats nummer 34, terwijl de originele uitgave een voorloper van diezelfde lijst niet wist te halen.
In april 2018 hebben de lezers van het Nederlandse maandblad Lust for Life Groeten uit Grollo gekozen tot nummer drie op de lijst van de beste albums van de Lage Landen.